# 室女超星系团
室女座超星系团（英語：Virgo Supercluster，簡稱Virgo SC），或称本超星系團（Local Supercluster，簡稱LSC或LS）是個不規則的超星系團，包含銀河系和仙女座星系所屬的本星系群在內，至少有100個星系團與星系群聚集在直徑33百萬秒差距（1億1千萬光年）的空間內，是在可觀測宇宙中數以百萬計的超星系團中的一個。室女座超星系团是拉尼亚凯亚超星系团的一部份，它也是星系細絲雙魚-鯨魚座超星系團複合體的一部分。该星系团的中心区域距离地球有6,000万光年，位于室女座，著名的梅西耶天体M49、M60、M86、M87均位于此。

## 背景
從威廉·赫歇爾和約翰·赫歇爾在1863年大量的介紹星雲開始，就知道在室女座有異於尋常的大量星雲（接近銀極的北極）。在1950年，法裔美國天文學家熱拉爾·佛科留斯第一個認為這些多出的星雲是一種類似星系的大尺度星系結構，在1953年暱稱之為「本地超星系」，在1958年改稱為「本超星系團」（LSC）。在1960和1970年代，這是否本超星系團（LSC）的爭論仍在持續中，實際上是討論是真實的結構，還是只是在相同方向上的星系。這個問題在1970年代的後期和1980年代初期，經由紅移的觀測獲得解決，令人信服的顯示星系全都集中平躺在超星系團的平面上。

## 結構
R·布倫特·塔利在1982年的論文中廣泛的討論了許多LSC的基本結構，它包含了兩個部份：一個看得出來的平坦盤面（它包含了三分之二明亮的星系）；和一個大致成球型的暈（包含其餘的大約三分之一明亮的星系）。盤面本身是一個薄的橢球體（厚度大約百萬秒差距），長軸和短軸的比大約是6:1，最高可能達到9:1。現在的數據（在2003年釋出）來自長達5年的2度視場星系紅移巡天允許天文學家將LSC與其他的超星系團比較。LSC是一個星系貧乏的典型（即缺乏一個高密度的核心）而且相當小型。它雖有一個富有的星系團在核心，但圍攏在周圍的星系纖維都是貧瘠的小星系团。本星系群位於LSC外圍，從天爐座星系團延伸至室女座星系團的一個小星系纖維。

## 星系分佈
LSC的星系數值密度以室女座星系團為中心呈現與距離平方的關係掉落，顯示這個星系群不是被隨意選出來的。總之，明亮的星系（絕對星等大於13的）大多數集中在少數的星系雲（星系團組成的集團）內，98%的被發現在11個雲中（以明亮星雲數量遞減的順序排列）：獵犬座星系团、室女座星系團、室女II（向南方延展）、獅子II、室女III、巨爵（NGC 3672）、獅子I、小獅（NGC 2841）、天龍（NGC 5907）、喞筒（NGC 2997）和NGC 5643。位於盤面的明亮星系，三分之一屬於室女座星系團，其餘的都屬於獵犬座星系团和室女II雲，加上有些可能屬於NGC 5643的。在暈中的明亮星系也集中在少數幾個星系雲內（94%分布在7個雲中）。這樣的分布顯示超星系團盤面的「大部分地區都是巨大的空洞」。能夠用來與觀測的現象比擬的是肥皂泡的結構。稍平的星系團和超星系團能在泡沫的交會處找到，它們是巨大的泡沫，在太空中接近球形（直徑的數量級在20-60 Mpc）的巨大空洞。場纖維的絲狀結構似乎佔了優勢。1個例子是長蛇-半人馬超星系團，最靠近LSC的超星系團，它從大約3千萬秒差距之處延伸至6千萬秒差距。

## 宇宙論
- 大尺度動力學

自從1980年代就很明顯的呈現不僅是本星系群，包括遠在5千萬秒差距之外的所有物質都以大約600公里/秒的速度朝向矩尺座星系團（Abell 3627）運動。
當天文學家測量出相對於宇宙微波背景輻射（CMB）的運動時，萊登-貝爾等人（1988年）猜測有個" 巨引源"，但是他的本質為何仍然難以理解。
- 暗物質

LSC的總質量M ≈ 1 x 1015M太陽和總光學亮度L ≈ 3 x 1012L太陽。這樣產生的質-光比大約是太陽的300倍，與其他的超星系團的圖型是一致的。（作為比較用，銀河系的質-光比是2.7）這種比率是宇宙中存在著大量的暗物質受歡迎的一個主要論點。

## 外部連結
- The Atlas of the Universe, a website created by astrophysicist Richard Powell that shows maps of our local universe on a number of different scales (similar to above maps).